# Mulk Raj Anand
Mulk Raj Anand (12 de desembre de 1905 – 28 de setembre de 2004) va ser un escriptor indi.
Escriptor d'origen indi en anglès, fou notable per la seva descripció de la vida de les castes més pobres a la societat tradicional índia. Un dels pioners de la ficció anglo-índia, juntament amb R. K. Narayan, Ahmad Ali i Raja Rao, va ser un dels primers escriptors que des de l'Índia va guanyar-se un públic lector internacional. Anand és admirat per les seves novel·les i contes, que han adquirit l'estatus d'obres clàssiques de la literatura moderna anglo-índia, destacant per la penetració perceptiva en la vida dels oprimits i la seva anàlisi de l'empobriment, l'explotació i l'infortuni. També és notable per estar entre els primers escriptors que incorporen modismes panjabis i hindustànics a l'anglès i va rebre la condecoració civil del Padma Bhushan.

## Joventut i educació
Nascut a Peshawar, Anand va estudiar al Khalsa College, Amritsar, on es va graduar amb honors el 1924, abans de traslladar-se a Anglaterra, on, mentre treballava en un restaurant a causa de la pobresa, assistia al University College London com a estudiant i més tard a la universitat de Cambridge, fins a aconseguir un doctorat en filosofia el 1928, amb la tesi “Bertrand Russell i els empírics anglesos.” Durant aquest temps va formar amistats amb membres del Grup de Bloomsbury. Va passar algun temps a Ginebra, fent classes a l'Escola de Cooperació Intel·lectual de la Lliga de Nacions.
Anand va conèixer una actriu anglesa, Kathleen Gelder, amb qui es va casar el 1939. Van tenir una filla, Sushila. El 1948 es van divorciar.

## Carrera
La carrera literària d'Anand es va iniciar amb una tragèdia familiar, instigada per la rigidesa del sistema de castes. El seu primer assaig en prosa era una resposta al suïcidi d'una tieta, que havia estat excomunicada per la família per compartir un àpat amb una dona musulmana. La seva primera novel·la important, Untouchable, publicada el 1935, era una glacial revelació del dia a dia d'un membre de la casta intocable de l'Índia. És la història d'un sol dia en la vida de Bakha, un encarregat de netejar latrines, que accidentalment topa amb un membre d'una casta més alta.
Bakha cerca una escapatòria a la tragèdia del destí que li pertoca per naixement, i parla amb un missioner cristià, escolta un discurs sobre els intocables de Mahatma Gandhi i una conversa posterior entre dos indis educats, però al final del llibre Anand insinua que és la tecnologia, en la forma del vàter amb cisterna acabat d'introduir, el que pot ser el seu salvador en eliminar la necessitat que hi hagi una casta de netejadors de latrines.
Aquest llibre senzill, que va capturar la força dels modismes panjabis i hindis en anglès, va ser aclamat àmpliament, i Anand va guanyar-se la reputació de ser el Charles Dickens de l'Índia. La introducció la va escriure el seu amic, E. M. Forster, a qui va conèixer mentre treballava a la revista de T. S. Eliot Criterion. Forster escriu: “Evitant retòrica i circumlocució, ha anat directament al cor del tema i l'ha depurat.” Inevitablement Anand, que als anys 1930 i 40 passava la meitat del temps a Londres i la meitat a l'Índia, es va sentir atret pel moviment independentista indi. Durant l'estada a Londres, escrivia propaganda en benefici de la causa índia juntament amb el futur Ministre de Defensa de l'Índia V. K. Krishna Menon, mentre intentava guanyar-se la vida com a novel·lista i periodista. Al mateix temps, també donava suport a la llibertat on fos del planeta i fins i tot va viatjar a Espanya per fer-se voluntari a la Guerra Civil espanyola, tot i que el seu paper en el conflicte va ser més periodístic que militar. Va passar la Segona Guerra Mundial treballant com a guionista per a la BBC a Londres, on va fer-se amic de George Orwell. Orwell va redactar una ressenya favorable de la novel·la d'Anand de 1942 The Sword and the Sickle, on observava que “tot i que la novel·la d'Anand continuaria sent interessant pels seus propis mèrits si l'hagués escrita un anglès, és impossible llegir-la sense recordar cada poques pàgines que també és una curiositat cultural,” i afegeix que l'aparició “d'una literatura índia en llengua anglesa és un fenomen estrany”. També va ser amic de Picasso i tenia quadres de Picasso a la seva col·lecció.
Anand va tornar a l'Índia el 1946, i hi va continuar la seva prodigiosa producció literària. La seva obra inclou poesia i assaig sobre un ampli ventall de temes, a més d'autobiografies, novel·les i contes. Destaquen entre les seves novel·les The Village (1939), Across the Black Waters (1939), The Sword and the Sickle (1942), totes escrites a Anglaterra, i Coolie (1936), The Private Life of an Indian Prince (1953), potser la més important de les obres escrites a l'Índia. També va fundar una revista literària, Marg, i va fer classe a diverses universitats. Durant la dècada dels 70, va treballar amb l'Organització Internacional del Progrés (IPO) sobre la qüestió de l'autocomprensió cultural de les nacions. La seva contribució a la conferència de l'IPO a Innsbruck (Àustria) el 1974 va tenir una influència especial en debats que més endavant es coneixerien com a “diàleg entre civilitzacions”. Anand també va pronunciar una sèrie de conferències sobre indis eminents, entre ells Mahatma Gandhi, Jawaharlal Nehru i Rabindranath Tagore, commemorant les seves consecucions i significació i parant una atenció especial a les seves branques distintes d'humanisme.
La novel·la The Private Life of an Indian Prince, 1953, era de caràcter més autobiogràfic. El 1950 Anand es va embarcar en un projecte per escriure una autobiografia en set parts, començant el 1951 amb Seven Summers. Una part, Morning Face (1968), va guanyar el Premi Sahitya Akademi. Com bona part del seu treball posterior, conté elements del seu viatge espiritual mentre lluita per atènyer un sentit més alt d'autoconeixement.

## Estil literari
Anand, a qui s'ha associat amb el comunisme, utilitzava les seves novel·les per fer atacs inequívocs contra diversos elements de l'estructura social de l'Índia i la dominació britànica; se les considera importants pel seu plantejament social.

## Vida posterior
- Anand es va casar amb Shirin Vajifdar, una ballarina clàssica parsi de Bombay.
- Anand va morir de pneumònia a Pune el 28 de setembre de 2004 a l'edat de 98 anys.

## Novel·les
- Untouchable (1935)
- Coolie (1936) Two Leaves and a Bud (1937)
- The Village (1939)
- Across the Black Waters (1939)
- The Sword and the Sickle (1942)
- The Big Heart (1945)
- The Lost Child (1934)
- The Private Life of an Indian Prince (1953)
- The Road (1961)

## Altres obres notables
- The Golden Breath: estudi de cinc poetes de la nova Índia (1933)
- Introducció a l'art indi (1956) (Editor)
- Kama Kala (1958)

- Homenatge a Khajuraho, amb coautoria de Stella Kramrisch

## Autobiografies
- Seven Summers (1951)
- Morning Face (1968): va guanyar el Sahitya Academy Award (premi a la Millor Literatura) a l'Índia.
- Conversations in Bloomsbury (1981)
- Pilpali Sahab (1985)

## Guardons especials
- Premi Internacional de la Pau, 1953
- Padma Bhushan, 1968
- Sahithya Akademi Award, 1971